# Confederazione Calcistica Italiana
Confederazione Calcistica Italiana (z wł. Włoska Konfederacja Piłki Nożnej - CCI) – ogólnokrajowy związek sportowy, działający na terenie Włoch w latach 1921–1922.
Włoska Konfederacja Piłki Nożnej (C.C.I.) powstała w lipcu 1921 roku w wyniku rozpadu Włoskiej Federacji Piłki Nożnej (F.I.G.C.), pod naciskiem głównych klubów włoskiej ligi. W rzeczywistości domagali się redukcji liczby uczestniczących zespołów, a Vittorio Pozzo opracował projekt na ten temat, jednak odrzucony w głosowaniu w Federacji, co doprowadziło do rozpadu.
Dlatego w sezonie 1921/1922 zorganizowano dwa mistrzostwa: C.C.I. podzielił na dwie grupy po 12 drużyn w Lidze Północnej oraz na zwykłe grupy regionalne w Lidze Południowej (Prima Divisione), podczas gdy F.I.G.C. nadal utrzymywał liczne ugrupowania geograficzne (Prima Categoria).
Po zwycięstwie Pro Vercelli (i Novese w mistrzostwach Federacji) 26 czerwca 1922 roku osiągnięto pojednanie na podstawie kompromisu Colombo, który rozwiązał schizmę i podyktował podstawowe zasady organizacji mistrzostwa, co skutkowało utworzeniem w 1929 roku Serie A, rozgrywki której odbywały się w jednej grupie, podobnie jak w wielu innych krajach europejskich.

## Prezydenci
- Luigi Bozino (lipiec 1921 – grudzień 1921)
- Edoardo Pasteur (grudzień 1921 – czerwiec 1922)